# Jean-François Boyvin de Bonnetot

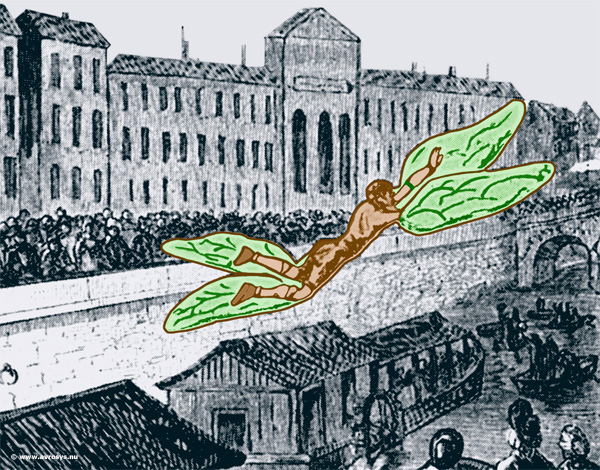
Gravura reproduzindo o voo do Marques de Bacqueville em 19 de março de 1742

Jean-François Boyvin de Bonnetot, o marques de Bacqueville (Bacqueville-en-Caux, 1688 - Paris, 7 de outubro de 1760/1786), foi um pesquisador e inventor aeronáutico francês.
Em 19 de março 1742, o marquês executou um dos primeiros testes de voo com um planador através de um equipamento acoplado em seus braços e pernas. O teste foi executado sobre o Rio Sena, saindo do telhado do Hotel de Bouillon, no que resultou em um salto de 300 metros e uma perna quebrado. Um dos observadores deste teste foi Jean-Jacques Rousseau, que alguns anos depois retratou este momento em seu livro de memórias.
Jean-François faleceu em decorrência de um incêndio em sua residência, mas a data deste sinistro é incerto entre algumas fontes, que disputam entre o ano de 1760 ou 1786 este incêndio.